# Matheus Pucinelli de Almeida
Matheus Pucinelli de Almeida (ur. 1 kwietnia 2001 w Campinas) – brazylijski tenisista, zwycięzca juniorskiego French Open 2019 w grze podwójnej, reprezentant kraju w rozgrywkach Pucharu Davisa.

## Kariera tenisowa
W karierze wygrał trzy singlowe oraz trzy deblowe turnieje rangi ITF.
W 2019 roku, startując w parze z Thiago Agustínem Tirante zwyciężył w juniorskim French Open w grze podwójnej. W finale debel pokonał Flavio Cobolliego oraz Dominica Strickera 7:6(3), 6:4.
Najwyżej sklasyfikowany w rankingu gry pojedynczej był na 190. miejscu (26 września 2022), a w klasyfikacji gry podwójnej na 251. pozycji (9 maja 2022).

### Finały juniorskich turniejów wielkoszlemowych w grze podwójnej (1–0)
| Końcowy wynik | Nr | Data           | Turniej            | Nawierzchnia | Partner                | Przeciwnicy                     | Wynik finału |
| ------------- | -- | -------------- | ------------------ | ------------ | ---------------------- | ------------------------------- | ------------ |
| Zwycięzca     | 1. | 8 czerwca 2019 | French Open, Paryż | Ceglana      | Thiago Agustín Tirante | Flavio Cobolli Dominic Stricker | 7:6(3), 6:4  |